# Sukatani (Cikande)
Sukatani is een bestuurslaag in het regentschap Serang van de provincie Banten, Indonesië. Sukatani telt 4313 inwoners (volkstelling 2010).